# Línea 10 del Trolebús de la Ciudad de México

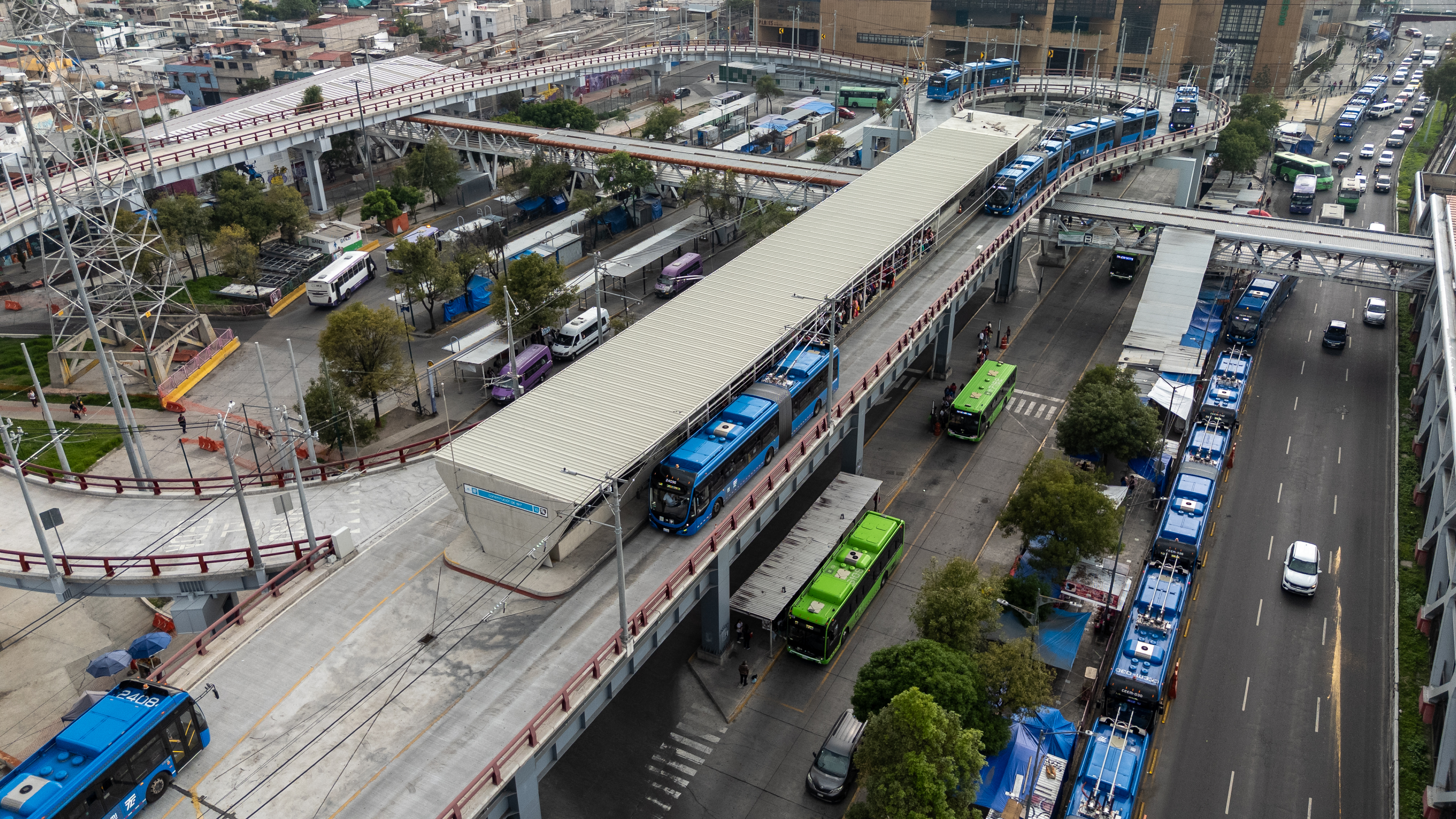
Vista aérea de la terminal Constitución de 1917

La Línea 10 del Trolebús de la Ciudad de México, también llamada Trolebús Elevado, es una línea de trolebús y Autobús de tránsito rápido, recorre de poniente a oriente y viceversa sobre el Eje 8 Sur Calzada Ermita-Iztapalapa desde Constitución de 1917 hasta Santa Marta.
El servicio es dado por 26 trolebuses articulados Yutong de 18 metros comprados en China. La inversión total anunciada fue de 4 mil millones de pesos.
El horario es de lunes a domingo de 05:00 a 00:00 h con un costo de $7.00 pesos.

## Historia
En mayo de 2020, inició la construcción de la primera etapa del viaducto exclusivo para el trolebús en la Calzada Ermita Iztapalapa desde la estación del Metro Constitución de 1917 hasta Acahualtepec, en las cercanías de la Universidad Autónoma de la Ciudad de México.
Las obras sufrieron retrasos durante la construcción, debido a las interrupciones en la cadena de suministro provocada por la pandemia, y a la escasez global de acero.
El 29 de octubre de 2022, inició operaciones de Constitución de 1917 a Acahualtepec, pero se prevé su ampliación al poniente hacia Mixcoac y al oriente hacia Santa Martha.
El 18 de mayo de 2025, se inauguró la estación Santa Marta conectando con la línea 11 del trolebús. Inició operaciones con nuevas rutas: Constitución de 1917-Santa Marta y una nueva ruta que recorre de Constitución de 1917 - Chalco con un costo $20 MXN).